# Prosopocoilus modestus maculatus
Prosopocoilus modestus maculatus es una subespecie de coleóptero de la familia Lucanidae.

## Distribución geográfica
Habita en Etiopía.